# الخيول (شركة)
شركة الخيول هي شركة متخصصة في الإنتاج الإعلامي للفيديو والكاسيت والحفلات إضافة إلى الإعلام المرئي والمقروء تأسست عام 1993 مقرها في جدة بالمملكة العربية السعودية. صاحب الشركة هو خالد بن سعد الرفاعي، مديرها العام السيد  عصام معوض. أنتجت الشركة الكثير من الألبومات لعدة نجوم عرب. في عام 2001 قامت شركة روتانا بشرائها بجميع أسهمها وضمها مع كامل أرشيفها لصالحها 

## أبرز النجوم الذين تعاملوا معها
- خالد عبد الرحمن
- كاظم الساهر
- صباح اللامي
- صابر الرباعي
- طلال سلامة
- ديانا حداد [5]

- محمد المازم
- فضل شاكر
- ماجد المهندس
- شمايل
- حمد المانع
- محمد البلوشي
- عمرو دياب
- نمير عبد الحسين
- علي العيساوي